# Bahnstrecke Commentry–Gannat
| Bau des Bouble-Viadukts, 1885 |                       |                                                                             |                                                              |
| Streckennummer (SNCF): | 705 000               |                                                                             |                                                              |
| Kursbuchstrecke (SNCF): | 116                   |                                                                             |                                                              |
| Streckenlänge: | 54 km                 |                                                                             |                                                              |
| Spurweite: | 1435 mm (Normalspur)  |                                                                             |                                                              |
| Maximale Neigung: | 15 ‰                  |                                                                             |                                                              |
| Zweigleisigkeit: | teilweise (auf 18 km) |                                                                             |                                                              |
| |                       |                                                                             |                                                              |
| \| \| 340,8 \| Commentry \| 372 m \| \| \| \| Bahnstrecke Montluçon–Moulins von Moulins \| \| \| \| ~341,7 \| Sekundärbahn nach Marcillat-en-Combraille (S.E.; 1 m) \| Sekundärbahn nach Marcillat-en-Combraille (S.E.; 1 m) \| \| \| ~341,8 \| Sekundärbahn nach Montvicq (S.E.; Tacot; 1 m) \| Sekundärbahn nach Montvicq (S.E.; Tacot; 1 m) \| \| \| ~343,0 \| D 69 (ehem. N 698a) \| D 69 (ehem. N 698a) \| \| \| 347,4 \| Hyds \| 416 m \| \| \| 349,2 \| Œil (Viaduc du Soleil; 190 m) \| Œil (Viaduc du Soleil; 190 m) \| \| \| 350,1 \| Viaduc des Baladiers (97 m) \| Viaduc des Baladiers (97 m) \| \| \| ~355,0 \| Département Allier / Puy-de-Dôme \| Département Allier / Puy-de-Dôme \| \| \| ~356,8 \| S.E nach Montmarault (1 m) \| S.E nach Montmarault (1 m) \| \| \| 358,8 \| Lapeyrouse \| 494 m \| \| \| \| Bahnstrecke Lapeyrouse–Volvic nach Volvic \| \| \| \| 363,7 \| Bouble (Viaduc de la Bouble; 300 m) \| Bouble (Viaduc de la Bouble; 300 m) \| \| \| 364,5 \| Tunnel de Montrognon (200 m) \| Tunnel de Montrognon (200 m) \| \| \| 367,0 \| Louroux-de-Bouble \| 500 m \| \| \| 368,3 \| Viaduc du Bellon (231 m) \| Viaduc du Bellon (231 m) \| \| \| 369,9 \| Viaduc de la Perrière (135 m) \| Viaduc de la Perrière (135 m) \| \| \| 372,2 \| Tunnel de Laléger (102 m) \| Tunnel de Laléger (102 m) \| \| \| 374,7 \| Tunnel de Roches (444 m) \| Tunnel de Roches (444 m) \| \| \| 375,6 \| Bellenaves \| 395 m \| \| \| ~383,1 \| A 71 \| A 71 \| \| \| \| S.E. nach Chantelle (1 m) \| \| \| \| 385,5 \| Saint-Bonnet-de-Rochefort \| 337 m \| \| \| ~385,6 \| S.E. nach Ebreuil (1 m) \| S.E. nach Ebreuil (1 m) \| \| \| 386,9 \| Sioule (Viaduc de Rouzat; 181 m) \| Sioule (Viaduc de Rouzat; 181 m) \| \| \| 387,9 \| Tunnel de Bègues (69 m) \| Tunnel de Bègues (69 m) \| \| \| 388,1 \| Tunnel de la Croix (148 m) \| Tunnel de la Croix (148 m) \| \| \| 388,6 \| Tunnel de Neuvial (215 m) \| Tunnel de Neuvial (215 m) \| \| \| 388,9 \| Viaduc de Neuvial (160 m) \| Viaduc de Neuvial (160 m) \| \| \| ~392,3 \| A 719 \| A 719 \| \| \| ~393,1 \| D 2009 (ehem. N 9) \| D 2009 (ehem. N 9) \| \| \| \| Bahnstrecke La Ferté-Hauterive–Gannat von La Ferté-Hauterive \| \| \| \| \| Bahnstrecke Saint-Germain-des-Fossés–Nîmes v. Saint-Germain \| \| \| \| 394,8378,4 \| Gannat \| 337 m \| \| \| \| \| \| \| \| \| Bahnstrecke Saint-Germain-des-Fossés–Nîmes nach Nîmes über Clermont-Ferrand \| \| |                       |                                                                             |                                                              |
| U-Bahn-Betriebs-/Güterbahnhof Streckenanfang · Bahnhof | 340,8                 | Commentry                                                                   | 372 m                                                        |
| U-Bahn-Strecke · Abzweig geradeaus und nach links |                       | Bahnstrecke Montluçon–Moulins von Moulins                                   | Bahnstrecke Montluçon–Moulins von Moulins                    |
| U-Bahn-Abzweig geradeaus und nach rechts (Strecke außer Betrieb) · Strecke | ~341,7                | Sekundärbahn nach Marcillat-en-Combraille (S.E.; 1 m)                       | Sekundärbahn nach Marcillat-en-Combraille (S.E.; 1 m)        |
| U-Bahn-Strecke nach links (außer Betrieb) · Kreuzung · U-Bahn-Strecke quer | ~341,8                | Sekundärbahn nach Montvicq (S.E.; Tacot; 1 m)                               | Sekundärbahn nach Montvicq (S.E.; Tacot; 1 m)                |
| Bahnübergang | ~343,0                | D 69 (ehem. N 698a)                                                         | D 69 (ehem. N 698a)                                          |
| ehemaliger Bahnhof | 347,4                 | Hyds                                                                        | 416 m                                                        |
| Brücke über Wasserlauf | 349,2                 | Œil (Viaduc du Soleil; 190 m)                                               | Œil (Viaduc du Soleil; 190 m)                                |
| Brücke | 350,1                 | Viaduc des Baladiers (97 m)                                                 | Viaduc des Baladiers (97 m)                                  |
| Grenze | ~355,0                | Département Allier / Puy-de-Dôme                                            | Département Allier / Puy-de-Dôme                             |
| Strecke · U-Bahn-Strecke von links (außer Betrieb) | ~356,8                | S.E nach Montmarault (1 m)                                                  | S.E nach Montmarault (1 m)                                   |
| Bahnhof · U-Bahn-Kopfbahnhof Streckenende | 358,8                 | Lapeyrouse                                                                  | 494 m                                                        |
| Abzweig geradeaus und nach rechts |                       | Bahnstrecke Lapeyrouse–Volvic nach Volvic                                   | Bahnstrecke Lapeyrouse–Volvic nach Volvic                    |
| Brücke über Wasserlauf | 363,7                 | Bouble (Viaduc de la Bouble; 300 m)                                         | Bouble (Viaduc de la Bouble; 300 m)                          |
| Tunnel | 364,5                 | Tunnel de Montrognon (200 m)                                                | Tunnel de Montrognon (200 m)                                 |
| Haltepunkt / Haltestelle | 367,0                 | Louroux-de-Bouble                                                           | 500 m                                                        |
| Brücke über Wasserlauf | 368,3                 | Viaduc du Bellon (231 m)                                                    | Viaduc du Bellon (231 m)                                     |
| Brücke über Wasserlauf | 369,9                 | Viaduc de la Perrière (135 m)                                               | Viaduc de la Perrière (135 m)                                |
| Tunnel | 372,2                 | Tunnel de Laléger (102 m)                                                   | Tunnel de Laléger (102 m)                                    |
| Tunnel | 374,7                 | Tunnel de Roches (444 m)                                                    | Tunnel de Roches (444 m)                                     |
| Haltepunkt / Haltestelle | 375,6                 | Bellenaves                                                                  | 395 m                                                        |
| Strecke mit Straßenbrücke | ~383,1                | A 71                                                                        | A 71                                                         |
| Strecke · U-Bahn-Strecke von links (außer Betrieb) |                       | S.E. nach Chantelle (1 m)                                                   | S.E. nach Chantelle (1 m)                                    |
| Haltepunkt / Haltestelle · U-Bahn-Bahnhof | 385,5                 | Saint-Bonnet-de-Rochefort                                                   | 337 m                                                        |
| U-Bahn-Strecke quer · Kreuzung · U-Bahn-Strecke nach rechts (außer Betrieb) | ~385,6                | S.E. nach Ebreuil (1 m)                                                     | S.E. nach Ebreuil (1 m)                                      |
| Brücke über Wasserlauf | 386,9                 | Sioule (Viaduc de Rouzat; 181 m)                                            | Sioule (Viaduc de Rouzat; 181 m)                             |
| Tunnel | 387,9                 | Tunnel de Bègues (69 m)                                                     | Tunnel de Bègues (69 m)                                      |
| Tunnel | 388,1                 | Tunnel de la Croix (148 m)                                                  | Tunnel de la Croix (148 m)                                   |
| Tunnel | 388,6                 | Tunnel de Neuvial (215 m)                                                   | Tunnel de Neuvial (215 m)                                    |
| Brücke | 388,9                 | Viaduc de Neuvial (160 m)                                                   | Viaduc de Neuvial (160 m)                                    |
| Strecke mit Straßenbrücke | ~392,3                | A 719                                                                       | A 719                                                        |
| Brücke | ~393,1                | D 2009 (ehem. N 9)                                                          | D 2009 (ehem. N 9)                                           |
| Abzweig geradeaus und ehemals von links |                       | Bahnstrecke La Ferté-Hauterive–Gannat von La Ferté-Hauterive                | Bahnstrecke La Ferté-Hauterive–Gannat von La Ferté-Hauterive |
| Abzweig geradeaus und von links |                       | Bahnstrecke Saint-Germain-des-Fossés–Nîmes v. Saint-Germain                 | Bahnstrecke Saint-Germain-des-Fossés–Nîmes v. Saint-Germain  |
| Bahnhof | 394,8378,4            | Gannat                                                                      | 337 m                                                        |
| |                       |                                                                             |                                                              |
| |                       | Bahnstrecke Saint-Germain-des-Fossés–Nîmes nach Nîmes über Clermont-Ferrand |                                                              |

Die Bahnstrecke Commentry–Gannat ist eine 54 km lange, nicht elektrifizierte, bis auf die ersten 18 km eingleisige Eisenbahnstrecke in Zentralfrankreich. Sie steht unter der Verwaltung der TER Auvergne-Rhône-Alpes. Sie verbindet die Bahnstrecke Montluçon–Moulins im Nordwesten nahe Montluçon mit der Bahnstrecke Saint-Germain-des-Fossés–Nîmes im Südwesten und wird unter der Liniennummer 16: Montluçon – Gannat – Clermont-Ferrand geführt, wobei die Züge immer den ganzen Linienweg nehmen. Die Fahrtzeit beträgt ca. 90 Minuten.
| Streckenabschnitt       | Länge | Eröffnung | Schließung |
| ----------------------- | ----- | --------- | ---------- |
| Commentry – Marcillat   | 25 km | 1891      | 1932       |
| Commentry – Montvicq    | ?     | 1891      | 1939       |
| Villefranche–Lapeyrouse | 33 km | 1892      | 1948       |
| Chantelle – Ébreuil     | 22 km | 1892      | 1939       |

Zahlreiche Sekundärbahnen fanden für einige Jahre Anschluss, verschwanden aber bald wieder. Heute verkehren auf ihr neben Güterzügen auch Personenzüge mit vier Unterwegshalten. Die Kilometrierung beginnt im Bahnhof Paris-Austerlitz und wird über Orléans, Vierzon und Montluçon fortgeführt.

## Geschichte
Die ursprüngliche Planung der Strecke von Lyon nach Bordeaux am Nordrand des Zentralmassivs stammt von der Bahngesellschaft Chemin de fer du Grand Central, die nur von 1853 bis 1857 bestand. Nach Liquidation der Gesellschaft wurde diese Strecke von der Compagnie du chemin de fer de Paris à Orléans (P.O.) übernommen, am 14. Juni für gemeinnützig erklärt und zwei Jahre später konzessioniert. Als Auflage wurde eine Fertigstellung innerhalb von acht Jahren bestimmt.
Ausführender Bauingenieur war Wilhelm Nördlinger, der seit Mitte der 1850er Jahre in Frankreich für verschiedene Bahngesellschaften gearbeitet hatte. Das teils anspruchsvolle Profil der Bahnstrecke erforderte zahlreiche Ingenieurbauwerke, davon sechs Eisenbahntunnel mit einer Gesamtlänge von 1133 m und sieben Eisenbahnbrücken mit einer Länge von mindestens 100 m, deren Länge insgesamt 1379 m betrug. Zu dieser Zeit der Eisenbahngeschichte zählten sie zu den längsten Gitterträgerbrücken in Frankreich. Sie sind in Kombination von Grau- und Eisenguss hergestellt. Auch wurde hier erstmals die Vorschubtechnik beim Brückenbau angewendet. Es gab in der ersten Hälfte der 1860er Jahre erste Vorleistungen, offizieller Baubeginn war 1868 und am 1. Juni 1871, wenige Wochen nach Ende des Deutsch-Französischen Kriegs, wurde sie eröffnet.